# Ordine della Neutralità
L'Ordine della Neutralità è un'onorificenza turkmena.

## Storia
L'ordine è stato istituito il 17 dicembre 1998 e nel 2014 ha assunto una nuova veste.

## Assegnazione
L'ordine è assegnato ai cittadini del Turkmenistan e ai cittadini di paesi stranieri con decreto del Presidente del Turkmenistan.
L'ordine è stato istituito con l'obiettivo di premiare i grandi contributi all'affermazione e al riconoscimento della neutralità permanente del Turkmenistan indipendente, allo sviluppo dell'economia del paese, all'aumento dell'efficienza produttiva, allo sviluppo della scienza e della tecnologia, al rafforzamento della capacità di difesa del paese e i grandi risultati nella cultura, nella letteratura, nell'arte, nell'assistenza sanitaria, nelle attività statali e pubbliche, nel rafforzamento della legge e dell'ordine, nella formazione e nell'istruzione delle giovani generazioni, nello sviluppo delle relazioni economiche e culturali tra il Turkmenistan e altri stati e organizzazioni internazionali.
Gli insigniti dell'ordine ricevono un bonus pari a 15 volte il salario minimo e un supplemento mensile per salari, stipendi ufficiali, pensioni e borse di studio per un importo del 15% del salario minimo. Essi godono di altri vantaggi previsti dalle leggi del Turkmenistan.

## Insegne

### Dal 1998 al 2014

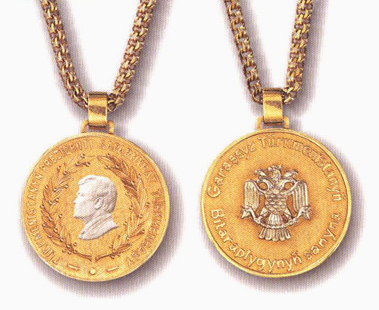
Il distintivo utilizzato dal 1998 al 2014.

L'insegna aveva la forma di un medaglione del diametro di 40 mm. Al centro vi era un'immagine del profilo del presidente del Turkmenistan in oro bianco. Esso era circondato da due ramoscelli di ulivo, simbolo di pace.
Sul lato anteriore dell'ordine vi erano le parole "Prezident Türkmenistan Saparmyrat Türkmenbaşy" in lingua turkmeno e in alfabeto latino.
Sul rovescio vi era l'immagine dello stendardo del presidente del Turkmenistan, un'aquila a cinque teste con tra la gli artigli un serpente con due teste, circondata dalla scritta "In onore della neutralità del Turkmenistan indipendente" in lingua turkmeno e in alfabeto latino.
L'insegna era realizzata in oro rosso ed era collegata tramite un anello a una catena d'oro realizzata a mano con tessitura Bismarck in oro rosso. La catena era lunga 58 cm.

### Dal 2014
L'insegna ha la forma di una stella a otto punte del diametro di 42 mm. Al centro di essa vi è un cerchio del diametro di 29,7 mm smaltato di bianco con sullo sfondo l'immagine stilizzata di meridiani e paralleli. Sovrapposte vi sono una mappa del Turkmenistan smaltata di verde e una sagoma convessa dorata dell'Arco della Neutralità del Turkmenistan. Nella parte superiore del cerchio centrale è presente la scritta dorata "BITARAPLYK" mentre nella parte inferiore sono presenti dei rami di ulivo dorati divergenti, a simboleggiare la pace. In ogni punta della stella vi sono sette pietre di zircone disposte a freccia con al centro delle pietre rosse.
L'insegna è attaccata con un anello a un blocco realizzato a forma di libro aperto alto 20 mm e largo 31 mm. Al centro di questo, su una colonna ricoperta smaltata di rosso, sono presenti le immagini di cinque tappeti turkmeni dorati. Il blocco è smaltato di verde e ha un ornamento dorato.
L'insegna è realizzata in argento 925 dorato.